# Grafen von Nörvenich
Die Grafen von Nörvenich hatten ihren Sitz auf der Alten Burg, die auf einem Steilhang am Neffelbach nordöstlich von Nörvenich im Kreis Düren, Nordrhein-Westfalen, stand.
Die Stammlinie stellt sich wie folgt dar:
- Gisbert I. Graf vom Maasgau 825–14. Juni 877 ⚭ Irmgard von Lothringen
  - Kinder
    - Erenfried I., Graf vom Keldachgau/Bliesgau 855–931 ⚭ Adelgunde von Burgund
    - Reginar I., „Langhals“ vom Maasgau, 860–915 ⚭ Ermentrude, Hersende, Alberade
    - Adalbert I.
    - Richwin
    - Albert
    - Sigard
- Erenfried I., Graf vom Keldachgau/Bliesgau 855–931 ⚭ Adelgunde von Burgund 860–902
  - Kinder
    - Eberhard I. 869–937
    - Hermann I., 870–11. April 924, Erzbischof von Köln ⚭ Gerburga
    - Ermenfried
- Eberhard I., Graf vom Keldachgau, 869–937 ⚭ unbekannt
  - Kinder
    - Erenfried II. 905–970
    - Eberhard von Hamaland ?–964 ⚭ Alamarada von Ringelheim
    - N (?) im Keldachgau 907–? ⚭ Ernst IV. im Sualafeld 905–955
- Erenfried II. von Lothringen/Keldachgau 905–970 ⚭ Richwarn vom Zülpichgau 915–963
  - Kinder
    - Hermann I. Pusillus 931–996
    - Erenfried, Abt von Gorze und Sint-Truiden
- Hermann I. von Lothringen (Pusillus) 931–15. Juli 996 ⚭ Heilwig von Dillingen
  - Kinder
    - Ezzo von Lothringen 965–1034 ⚭ Mathilde von Sachsen
    - Adolf I. von Keldachgau 975–1032
    - Hezzelin I. (Hermann I.) von Zülpich ⚭ mit einer Tochter des Duke of Carinthia (Kärnten)
    - Richenza von Lothringen, Abbess of Nivelles
- Adolf I. von Lothringen, Graf im Keldachgau 975–1032 ⚭ unbekannt
  - Kinder:
    - Hermann III., Vogt von Deutz, St. Severin und Werden
    - Adolf II. 987–1041
    - Erenfried, Probst von St. Severin
- Adolf II. von Kelchdachgau, Vogt von Deutz 990–1060
  - Kinder
    - Hermann IV. von Nörvenich/Saffenberg 1017–1091
    - Adolf I. von Berg 1037–1094
- Hermann IV. Graf von Nörvenich/Saffenberg 1017–1091 ⚭ Gepa von Werl, Tochter von Adalbert von Werl 1020–1108
  - Kinder:
    - Hermann 1039–1091
    - Adalbert I. 1042–1109
    - Adolf 1073–?
    - Gottfried 1077–?
- Adalbert I. Graf von Nörvenich/Saffenberg 1042 – 16. Juli 1109 ⚭ 1. Gertrud von Wickrath 1056–1072, 2. Mechthilde von Hollenden, Witwe Gisos II. v. Holinde (Nassau) 1040 – 4. November 1110
  - Kinder:
    - N(?) von Saffenberg 1073–1131 verh. Eberhard von Freusberg
    - Adolf 1075–1152
    - Hermann 1077–1148, Propst in Xanten
- Adolf I. Graf von Nörvenich/Saffenberg 1075–1152 ⚭ Margarethe von Schwarzenburg 1102–1134, Tochter von Engelbert v. Sch. 1080–1125
  - Kinder:
    - Mathilde 1120–1145 ⚭ Gr. v. Limburg 1080–1125
    - Hermann V. 1121–1172
    - Adalbert II. 1125–1149
    - Adolf II. 1125–1166 ⚭ Kunizza v. Reifferscheid
- Adalbert II. Graf von Nörvenich/Saffenberg 1125–1149 ⚭ Adelheid (Aleidis) van Cuijk
  - Kinder
    - Alveradis 1140–1205 ⚭ Heinrich III. von Kessel 1120–?
    - Adalbert III. 1145 – 21. Mai 1177
- Adalbert III. Graf von Nörvenich/Molbach 1145 – 21. Mai 1177 ⚭ Adelheid von Vianden 1140–1207
  - Kinder:
    - Alveradis, 1163 – 26. April 1245
- Alveradis, Gräfin von Nörvenich/Molbach 1163 – 26. April 1245

1. Ehe 1176: Wilhelm II. von Jülich 1150–1207 (kinderlos)
2. Ehe 1208: Otto II. Graf von Hochstaden, Herr von Wickrath 1170–1249 (3. Ehe)
Adalbert III. Graf von Nörvenich/Molbach war einer der hervorragenden Dynastien seiner Zeit.